# 669 Кіпрія
669 Кіпрія (669 Kypria) — астероїд головного поясу, відкритий 20 серпня 1908 року.
Тіссеранів параметр щодо Юпітера — 3,217.